# Super Pride
Super Pride is een hopvariëteit, gebruikt voor het brouwen van bier.
Deze hopvariëteit is een “bitterhop”, bij het bierbrouwen voornamelijk gebruik voor zijn bittereigenschappen. Deze Australische “hoog-alfa”-variëteit werd gekweekt in 1987 door het Hop Products Australia Rostevor breeding program en is een kruising tussen Pride of Ringwood (2/3) en de variant YK-81-18 (1/3 – in 1981 ontwikkeld in Wye College, Kent).

## Kenmerken
- Alfazuur: 13,5 – 15%
- Bètazuur: 6,4 – 6,9%
- Eigenschappen: hoge bitterheid en aroma van kruiden, citrus en fruit